# Turiasu (ceca romana)
Turiasu es la transcripción fonética literal de los epigramas escritos en signario ibérico que aparecen en ciertas monedas celtíberas de bronce, acuñadas de la primera época romana de Hispania, cuya ceca, según las hipótesis más aceptadas en la comunidad científica estuvo ubicada en una antigua ciudad denominada de forma homónima Turiasu cuyo sustrato arqueológico se halla bajo el actual municipio de Tarazona (Zaragoza) en la provincia de Zaragoza.

## Antecedentes
La ciudad de Turiasu indígena es poco conocida salvo por las fuentes numismáticas. Sabemos, gracias a los autores antiguos, que las acuñaciones se iniciaron entre la segunda mitad del s. ii a. C. y principios del s. ̪i a. C.. Turiasu, se hallaba en el ámbito de los lusones pertenecientes a las tribus celtíberas.  Este territorio sería conocido por su producción agraria de regadío, por su río, el Queiles, y por su capacidad metalúrgica. Esta ceca emitió denarios, quinarios, unidades y mitades, que repiten la leyenda Turiasu, de difícil lectura en el anverso. La tipología de las monedas corresponde a una temática de orden divino y guerrero. Su dispersión se aprecia por los tesoros que llegaron a dos zonas de la Península, como son la línea de la cornisa cantábrica al sur de Los Pirineos, y amplias zonas situadas al norte del Duero.

## Las acuñaciones deAugusto
Alrededor del año 29 a. C., Turiasu se constituyó como una ciudad provincial romana.  La ceca de la ciudad alcanzaría a partir de este momento su mayor producción. El inicio de las acuñaciones de la Turiasu provincial, se inicia con emisiones de ases en bronce. El magistrado monetario que controló las acuñaciones es anónimo. En los anversos se aprecia la leyenda SILBIS, y una cabeza femenina laureada que mira hacia la derecha.  En el reverso, se observa, la leyenda TURIASU escrita en signario ibérico, con un jinete que según emisiones mirará a la derecha o a la izquierda, el jinete suele alzar su mano derecha. La cabeza femenina acuñada representaría una ninfa o divinidad local. La leyenda SILBIS pudiera ser un apelativo que también tenían otras ciudades como Bilbilis, Calagurris o Dertosa.
La ceca no volvió a emitir moneda hasta el año 2 a. C. Se acuñaron ases, en bronce, junto semis y cuadrantes. En las primeras emisiones de este periodo a un observamos en el anverso una cabeza femenina que mira a la derecha, con la leyenda TURIASU. En los reversos aparece la cabeza del emperador Augusto mirando a la derecha, con la leyenda IMP AVGVSTVS junto a denominación Pater Patri (P P).  Más tarde, en otra serie de emisiones, se sustituye la cabeza femenina del anverso por la del emperador Augusto con la cabeza laureada, y la leyenda IMP AVGVSTVS P P.  En el reverso se introduce la corona de roble ob cives servatos, conteniendo la palabra MVN, debajo de la corona aparece, normalmente, la leyenda TVRIASO reconociendo el estatuto jurídico de la ciudad.  En emisiones posteriores hasta el 14 d. C. Los anversos no se modifican, pero en los reversos, aparece el nombre de la ciudad TVRIASO y el de los magistrados encargados de la ceca que acuña esta moneda con su magistratura, IIvir, duunviros, dentro de la corona de roble. En algunos ases delante de la palabra TVRIASO se encontrará la nomenclatura MVN, el resto será similar a los anteriores.

## Emisiones bajo Tiberio
Las acuñaciones durante el mandato de Tiberio se iniciaron en 14 con ases en bronce, semis, cuadrantes y sestercios de oricalco, una aleación de cobre, zinc y plomo. En estas emisiones, aparece en los anversos la cabeza de Tiberio mirando a la derecha, con la leyenda CAESAR AVG(usti), y se prescinde del título Pater Patriae. En los reversos, se menciona el estatuto jurídico de la ciudad (MVN) TVRIASO, junto con el nombre del magistrado, que vuelve a ser un duunviro IIvir, dentro de la corona de roble. La omisión de algunos títulos en las acuñaciones posiblemente se debería a un desconocimiento de la titularidad de los emperadores en la ceca, sobre todo si estos iniciaban mandato.
Los semises se diferencian de los ases en la aparición de otra magistratura en el reverso, cuyas iniciales se sitúan en el interior de la corona de roble AED, estos son pues los ediles, que también se encargan del control en la acuñación de otras monedas de la ceca. Más tarde, en el reverso, se cambió la imagen de la corona de roble por la de un toro que mira a la derecha, el nombre del magistrado seguirá apareciendo,. La explicación del toro en las monedas turiasonenses es compleja, pudiéndose relacionar con intereses de los linajes imperiales o con divinidades.
El sestercio es reseñable por presentar en el reverso a Augusto divinizado sentado sobre la silla curul, mirando a la izquierda, con un cetro en la mano izquierda y un rayo en la derecha, a la imagen la rodea la leyenda MVN TVR – DIVVS AVGVSTVS.
Cuando se produce el final de las acuñaciones bajo el mandato de Tiberio en el año 37 aparecen retratados en las monedas en el anverso Tiberio y en el reverso Augusto. El primero porta la cabeza laureada y el segundo lleva la corona radiada con la leyenda Divus Augustus.